# (841) Arabella
(841) Arabella – planetoida z pasa głównego asteroid.

## Odkrycie
Została odkryta 1 października 1916 roku w Landessternwarte Heidelberg-Königstuhl w Heidelbergu przez Maxa Wolfa. Nazwa  pochodzi od tytułowej bohaterki opery Arabella Richarda Straussa. Przed nadaniem nazwy planetoida nosiła oznaczenie tymczasowe (841) 1916 AL.

## Orbita
(841) Arabella okrąża Słońce w ciągu 3 lat i 142 dni w średniej odległości 2,26 au. Planetoida należy do rodziny planetoidy Flora nazywanej też czasem rodziną Ariadne.